# Sant'Eufemia a Maiella
Sant'Eufemia a Maiella es un municipio situado en el territorio de la Provincia de Pescara, en Abruzos (Italia).

## Demografía
| Gráfica de evolución demográfica de Sant'Eufemia a Maiella entre 1861 y 2001 |
|                                                                              |
| Fuente ISTAT - elaboración gráfica de Wikipedia                              |

- Datos: Q51391
- Multimedia: Sant'Eufemia a Maiella / Q51391

1. ↑  Worldpostalcodes.org, código postal n.º 65020.
2. ↑  «Codici Catastali». Comuni-italiani.it (en italiano). Consultado el 29 de abril de 2017.